# Коваленко, Александр Михайлович
Александр Михайлович Коваленко (укр. Коваленко Олександр Михайлович; 27 июля [8 августа] 1875, Ромны, Полтавская губерния — 17 октября 1963, Женева) — украинский учёный, общественно-политический деятель, писатель. Псевдонимы и криптонимы: О. Коваленко — Журбенко, А. К. Журбенко, А. К.
Участник восстания на броненосце «Потёмкин», инженер, профессор, почётный доктор Украинского технического хозяйственного института, преподаватель математики и механики.
После сдачи броненосца «Потёмкин» румынским властям жил в Праге, Женеве, Париже. Учительствовал, был воспитателем сына Максима Горького. В 1917 году вернулся на Украину, участвовал в организации морского министерства УНР. Опять уехал за границу (1919), преподавал математику в высших учебных заведениях (1919—1922), с 1922 года работал в Украинской хозяйственной академии (г. Подебрады).

## Ранние годы
Родился в семье мещанина.
1887—1894 — учился в Роменском реальном училище, там же закончил дополнительный класс. Учился с будущими всемирно известными учёными Степаном Тимошенко и Абрамом Иоффе. Принимал активное участие в национально-просветительском и политическом движении. Был одним из основателей роменской «Громады».

## Студенческие годы
1896 поступил в Харьковский практический технологический институт. Здесь подружился со студентом этого же института Хоткевичем, который руководил подпольным студенческим кружком, в который вступил и Александр. Вместе с Юрием Коллардом, Дмитрием Антоновичем, Иваном Кухтой и Евлампием Тищенко основал «Харьковскую украинскую студенческую общину». В неё входил и 17-летний рабочий Панас Матюшенко. Эта организация стала «матерью почти всех существующих украинских партий и сыграла такую огромную роль в нашем национальном движении и в нашей освободительной борьбе». (Ю. Коллард, «Воспоминания юношеских дней»).
В 1899 году в институте произошли большие студенческие беспорядки, во время них, в частности, с требованием преподавания на украинском языке, выдвигалась программа национального возрождения. Из института исключили почти 300 студентов, среди которых были Г. Хоткевич и А. Коваленко. Им запретили проживать в Харькове. Через год Коваленко удалось восстановиться в институте.
5 февраля 1900 года Коваленко, вместе с Михаилом Русовым, Дмитрием Антоновичем и Львом Мациевичем принял участие в учредительном собрании Революционной украинской партии (РУП).
Ведя активную политическую деятельность, Коваленко сумел закончить институт и получить диплом инженера-технолога.

## Восстание на броненосце «Потемкин»
В 1903 году уехал в Севастополь, где как инженер-офицер устроился на броненосец «Потёмкин». Вёл просветительскую работу среди моряков Черноморского флота.
Вместе со своим институтским другом Львом Мациевичем (тоже офицером Черноморского флота) создал в Народном доме Севастополя общество «Кобзарь», самодеятельный рабочий театр с украинским репертуаром, организовывал вечера памяти Тараса Шевченко.
14 июня 1905 года во время военных манёвров у Тендривской косы в Чёрном море на корабле вспыхнуло восстание. Коваленко был единственным из офицеров, поддержавшим моряков.
После начала восстания на «Потёмкине» был избран комитет, так называемую «судовую комиссию», во главе с Афанасием Матюшенко. В состав комиссии вошёл и А. Коваленко.
Восстание на «Потёмкине» вызвало большой резонанс на флоте. На подавление восстания командование Черноморского флота 16 (29) июня 1905 года послало 2 эскадры (5 броненосцев, 1 крейсер, 7 миноносцев). Но моряки эскадры отказались стрелять по кораблю. Более того, броненосец «Георгий Победоносец» присоединился к восставшему «Потёмкина».
Именно Александр Коваленко обратился с пламенной речью к команде «Георгия Победоносца»: « … Мы теперь братья не только по крови, но и по духу; стоим за одно и требуем своё, и добьёмся того, что нужно не только нам, но и нашим детям и внукам. Да здравствует Свобода!»
25 июня (8 июля) 1905 года, после нескольких переходов Одесса — Констанца — Феодосия, не получив топлива и проводольствия, «Потёмкин» вынужден был сдаться румынским властям в Констанце.
Коваленко вместе с другими восставшими получил политическое убежище в Румынии. Впоследствии жил в Праге и Париже. Стал одной из самых заметных фигур в украинской политической эмиграции, участвовал в подготовке иностранных украинских изданий, выучил несколько европейских языков, изучал научную литературу.
За рубежом Коваленко познакомился и с Максимом Горьким, преподавал в школе для детей русских эмигрантов в Женеве, в которой учился сын Горького, Максим Пешков.

## Работа в правительствеУНР
В начале 1917 года вернулся на Украину, где его привлекли к работе в Центральной Раде. Возглавил департамент морского образования в Морском министерстве УНР. Выехал на Черноморский флот. Благодаря его усилиям, за короткое время более 20 кораблей подняли флаги УНР.
С 1919 года находился на службе в Украинской дипломатической миссии. Сначала в Женеве, а затем в Париже занимал должность 1-го секретаря украинской дипломатической миссии (консула УНР).
1920 год — участвовал в ассамблее Лиги наций как секретарь украинской делегации.

## Деятельность в эмиграции
В 1922 году, когда ведущие украинские учёные создали в г. Подебрадах (Чехия) Украинскую хозяйственную академию (УГА), А. Коваленко пригласили преподавать теоретическую и прикладную механику. Руководил кафедрой, а затем стал деканом инженерного факультета, преподавал аналитическую геометрию, в последние годы — математику и сопротивление материалов.
Преподавал математику в университетах многих европейских столиц. Его труд «Практическая геометрия» совершила переворот в этой области. Научным миром были высоко оценены и другие его монографии по математике и механике.

## Творчество
Автор воспоминаний о восстании на «Потёмкине» — воспоминаний про 1905 год «11 дней на броненосце „Князь Потёмкин Таврический“», опубликованных под псевдонимом Журбенко, статей о жизни украинцев за рубежом.
1939 — вышел его сборник воспоминаний «Из прошлого».